# أبجدية تدمرية

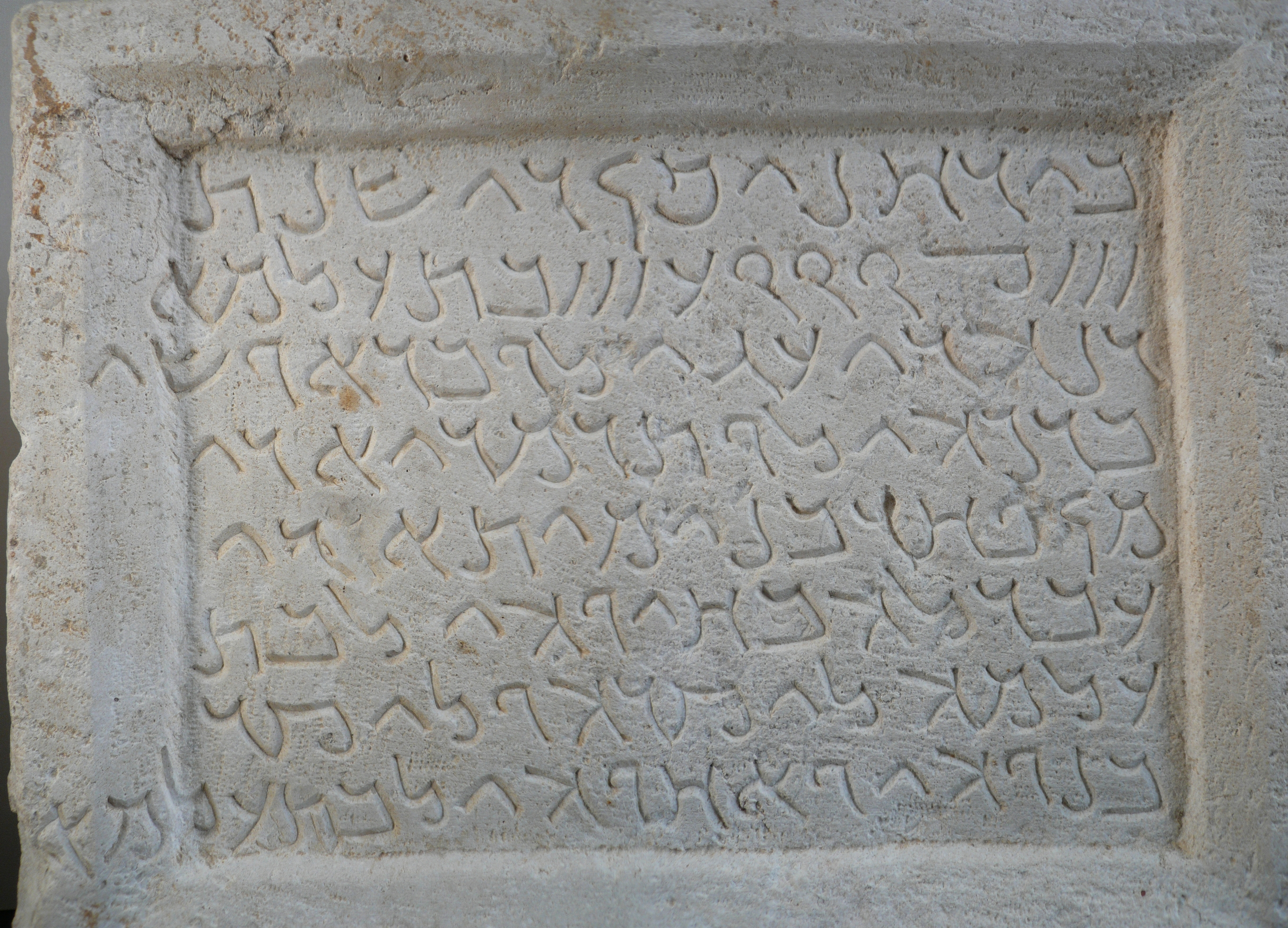
نقش تدمري

الأبجدية التدمرية (بالإنجليزية: Palmyrene alphabet) أبجدية ساميّة’ استخدمت في مدينة تدمر من القرن الثالث أو القرن الثاني قبل الميلاد إلى (عام 272 م.) بعد السيطرة الرومانية بفترة وجيزة نشأت من الأبجدية الآرامية Aramaic (السورية القديمة) وكانت تشتمل على اثنين وعشرين حرفاً وتُكتب من اليمين إلى الشمال. ولقد وُجدت نقوش بالأبجدية التّدمرية في تدمر، وفلسطين، ومصر ومواطن أخرى من شمال أفريقيا كانت قد سيطرت عليها أو وصلت إليها الحضارة التدمرية. بل لقد عُثر على نقوش مرقومة بها في ديار قصيّة جداً من مثل ساحل البحر الأسود، وهنغاريا، وإيطاليا، وإنكلترا، وجزيرة سقطرى. وأقدم النقوش التدمرية يرقى إلى العام 44 قبل الميلاد، وأحدثها يرقى إلى العام 274 للميلاد.